# Yorkshire Museum
Yorkshire Museum er et arkæologisk og naturvidenskabeligt museum i York i England. Det blev grundlagt i 1830 og har fem permanente samlinger: biologi, geologi, arkæologi, numismatik og astronomi.
Blandt genstandene i den arkæologiske samling er Bedaleskatten, Vale of York-skatten, Wold Newton-skatten, Gillingsværdet, Cawoodsværdet og Coppergatehjelmen. I foråret 2025 begyndte museet at indsamle penge til at kunne købe Melsonby-skatten, der var blevet fundet i december 2021. Dele af fundet blev udstillet fra 25. marts dette år.